# Monte Terne
Il Monte Terne è una montagna delle Dolomiti Bellunesi alta 1794 metri s.l.m. chiamata anche Zimon de Terne, che si innalza con una bella cresta a sud della Schiara e da cui si gode la più bella vista sulla sua parete sud; per questo motivo la montagna è soprannominata il Belvedere sulla Schiara. La cima della montagna è raggiungibile partendo dal parcheggio di Case Bortot, tramite il sentiero CAI numero 508. La salita, seppur breve, comporta comunque un dislivello di 1100 metri. Dalla cima si gode un ottimo panorama, oltre che sulla Schiara, anche su tutta la Val Belluna e su Pala Alta, Pala Bassa e parte dei Monti del Sole. La montagna, caratterizzata da boschi di faggi e abeti nella fascia più bassa, e da prati e rocce nella parte più alta, è anche ricca di fauna (sovente si incontrano camosci, lungo il sentiero).

## Ulteriori informazioni
'SCHIARA' di Piero Rossi ed. TCI-CAI Guide dei monti d'Italia -1982
'MONTAGNA DEL TERNE Toponimi' di Ermes Viel -con cartina 1:5000 ed. Ist.Bellunese di ricerche Sociali e Culturali -2016 